# Samsung Galaxy Gear

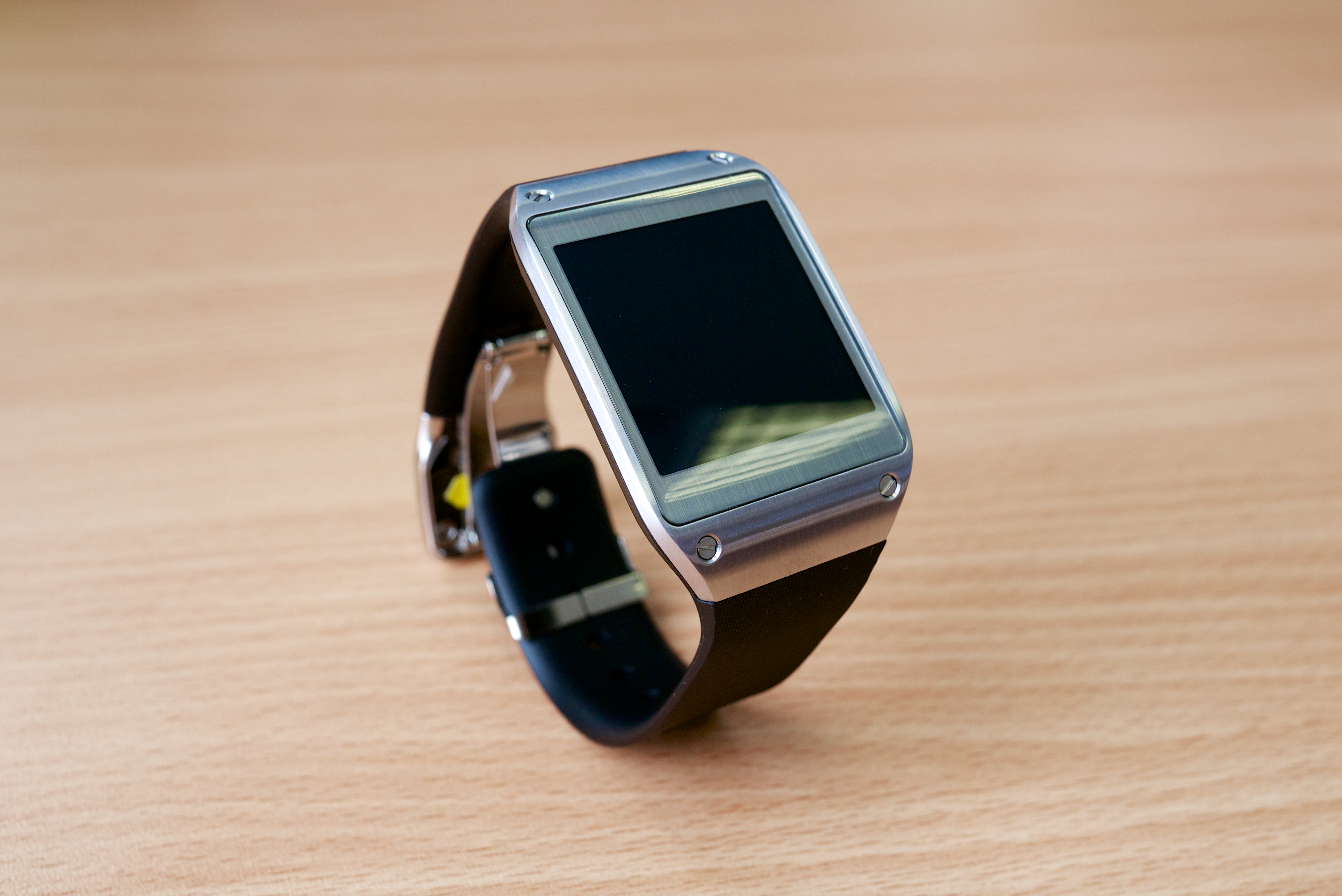
Galaxy Gear

O Samsung Galaxy Gear é um relógio de pulso da Samsung que opera o sistema operacional Android. Seu lançamento foi feito em Berlim, em 4 de setembro de 2013. O aparelho é pareado com os outros smartphones  da linha Samsung Galaxy e tablets que rodam Android 4.3. 
O Galaxy Gear foi lançado com uma recepção fraca e foi criticado pelo projeto da interface quase em brilho. Outras características que não foram bem recepcionadas incluem a implantação inadequada de alguns de seus softwares, alguns aplicativos, autonomia fraca da bateria, além de ser dependente de telefones Samsung Galaxy e tablets . No entanto, o desenvolvimento do Galaxy Gear veio participar do mercado crescente do smartwatch. 

## Lançamento
Depois de seu lançamento, alguns provedores de serviços sem fio ofereceram o Galaxy Gear, como um incentivo, como parte de um pacote com o Galaxy Note 3.   
Dois anúncios de televisão forma lançados para promover. Os dois anúncios exibidos são representações históricas de dispositivos SmartWatch com um slogan: "Depois de todos esses anos, finalmente é real". 

## Hardware
Conectividade
*Bluetooth versão 4.0
Memória
*Memória Interna: 4 GB*
Memória RAM: 512 MB
Especificações físicas
*Dimensões: 56.6 x 36.8 x 11.1 t
*Peso: 73.8 g
Tela
*Tela: Super Amoled
*Tamanho: 1.63"
*Resolução: 320 x 320
Câmera
*Câmera de 1.9 MP
*Auto Focus
Bateria
*Capacidade: 315 mAh
Processador
*Processador 800 MHz
Sensores
*Acelerômetro, Gyro-Sensor
Serviços e Aplicações
*Samsung Apps

## Software
O sistema operacional do Galaxy está baseado em Android com uma interface minimalista e uma navegação que vem baseada em gestos. Para emparelhar o equipamento  com um smartphone ou tablet como dispositivo host, deve-se primeiramente instalar o aplicativo Manager Gear. Esse app usa Bluetooth para coordenar o processo de emparelhamento e a comunicação com o dispositivo. Ele pode ser utilizado também  para configurar as definições do dispositivo (como a cor e a aparência da tela do relógio), e para fazer o gerenciamento e a instalação dos aplicativos via Samsung Apps.  

## Samsung Galaxy Gear 2 SmartWatch
A nova edição do smartwatch da Samsung deve ser lançada no mês de março,  junto ao novo smartphone  que é o melhor modelo da empresa. O  smartwatch já deve estar em uma fase avançada de produção, e promete uma revolução em relação ao primeiro modelo, tanto em relação ao hardware utilizado, quanto ao modelo do aparelho. Ele vem prometendo estar mais bonito e mais poderoso, com novas ferramentas.
As partes externas do relógio são projetadas pela Samsung , assim como a totalidade das partes externas do smartwatch, tornando o equipamento mais atrativo e moderno. A espessura do gadget é menor e a sua tela é flexível de OLED, o que é um grande diferencial. O display do novo Gear  deve ser maior e seu desenho deve ser mais fino. A Samsung afirma que a aparência do smartwatch é totalmente inovadora, indo contra a ideia de um mais volumoso, como era inicialmente. Mudanças no software como mais opções de pareamento, bateria com maior durabilidade e um app sobre o estado de saúde do usuário são esperadas. 
O próximo Samsung Galaxy Gear 2 terá compatibilidade com a maioria dos smartphones Android. Um chip GPS para o Samsung Galaxy Gear 2 também é aguardado, assim como uma bateria com mais de 25 horas de duração, para que possa ser utilizada por mais de três dias.